# Mount Ginini
Mount Ginini är ett berg i Australien. Det ligger i regionen Tumut Shire och delstaten New South Wales, i den sydöstra delen av landet, omkring 290 kilometer sydväst om delstatshuvudstaden Sydney. Toppen på Mount Ginini är 1 762 meter över havet, eller 325 meter över den omgivande terrängen. Bredden vid basen är 5,2 km.
Trakten runt Mount Ginini är nära nog obefolkad, med mindre än två invånare per kvadratkilometer.. Det finns inga samhällen i närheten. 
I omgivningarna runt Mount Ginini växer i huvudsak städsegrön lövskog. Genomsnittlig årsnederbörd är 1 222 millimeter. Den regnigaste månaden är februari, med i genomsnitt 179 mm nederbörd, och den torraste är maj, med 73 mm nederbörd.